# Алијанса за враћање мира и контратероризам
Алијанса за враћање мира и контратероризам (АВМКТ) је сомалијска војна алијанса сачињена од 11 чланова, укључујући пословне људе и познате поглавице, који су такође тренутни министри у Прелазној савезној влади Сомалије.
АВМКТ је секуларна група за коју се верује да су је основале САД због бриге да је Савез исламског суда, њен главни непријатељ, повезан са Ал Каидом и да скрива терористе Ал Каиде.. Од фебруара је било мирно до 7. маја када су борбе почеле опет, а Алијанса је губила битку за битком. Сомалијски шеик Хасан Дахир Авејес је изјавио да су насиље започели они који су прогласили себе борцима против тероризма.
Снаге Савеза исламског суда су преузеле контролу над Могадишом и натерале снаге АВКМТ у бекство. Неки су још увек у Сомалији, док се за остале поглавице као што је Мохамед Дир верује да су уточиште пронашли у суседној Етиопији. АВКМТ се борио против Савеза исламског суда у Могадишу од 18. фебруара до 5. јуна 2006